# Hasparren
Hasparren är en kommun i departementet Pyrénées-Atlantiques i regionen Nouvelle-Aquitaine i sydvästra Frankrike. Kommunen ligger i kantonen Hasparren som tillhör arrondissementet Bayonne. År 2022 hade Hasparren 7 615 invånare.

## Befolkningsutveckling
Antalet invånare i kommunen Hasparren
| Referens: INSEE |